# G3BP1
G3BP1 (англ. G3BP stress granule assembly factor 1) – білок, який кодується однойменним геном, розташованим у людей на короткому плечі 5-ї хромосоми. Довжина поліпептидного ланцюга білка становить 466 амінокислот, а молекулярна маса — 52 164.
| 10         |  | 20         |  | 30         |  | 40         |  | 50         |
| ---------- |  | ---------- |  | ---------- |  | ---------- |  | ---------- |
| MVMEKPSPLL |  | VGREFVRQYY |  | TLLNQAPDML |  | HRFYGKNSSY |  | VHGGLDSNGK |
| PADAVYGQKE |  | IHRKVMSQNF |  | TNCHTKIRHV |  | DAHATLNDGV |  | VVQVMGLLSN |
| NNQALRRFMQ |  | TFVLAPEGSV |  | ANKFYVHNDI |  | FRYQDEVFGG |  | FVTEPQEESE |
| EEVEEPEERQ |  | QTPEVVPDDS |  | GTFYDQAVVS |  | NDMEEHLEEP |  | VAEPEPDPEP |
| EPEQEPVSEI |  | QEEKPEPVLE |  | ETAPEDAQKS |  | SSPAPADIAQ |  | TVQEDLRTFS |
| WASVTSKNLP |  | PSGAVPVTGI |  | PPHVVKVPAS |  | QPRPESKPES |  | QIPPQRPQRD |
| QRVREQRINI |  | PPQRGPRPIR |  | EAGEQGDIEP |  | RRMVRHPDSH |  | QLFIGNLPHE |
| VDKSELKDFF |  | QSYGNVVELR |  | INSGGKLPNF |  | GFVVFDDSEP |  | VQKVLSNRPI |
| MFRGEVRLNV |  | EEKKTRAARE |  | GDRRDNRLRG |  | PGGPRGGLGG |  | GMRGPPRGGM |
| VQKPGFGVGR |  | GLAPRQ     |  |            |  |            |  |            |

A: Аланін

C: Цистеїн

D: Аспарагінова кислота

E: Глутамінова кислота

F: Фенілаланін

G: Гліцин

H: Гістидин

I: Ізолейцин

K: Лізин

L: Лейцин

M: Метіонін

N: Аспарагін

P: Пролін

Q: Глутамін

R: Аргінін

S: Серин

T: Треонін

V: Валін

W: Триптофан

Кодований геном білок за функціями належить до гідролаз, геліказ, нуклеаз, ендонуклеаз, фосфопротеїнів. 
Задіяний у таких біологічних процесах, як транспорт, ацетилювання, альтернативний сплайсинг. 
Білок має сайт для зв'язування з АТФ, нуклеотидами, ДНК, РНК. 
Локалізований у клітинній мембрані, цитоплазмі, ядрі, мембрані.